# سيف ضوئي

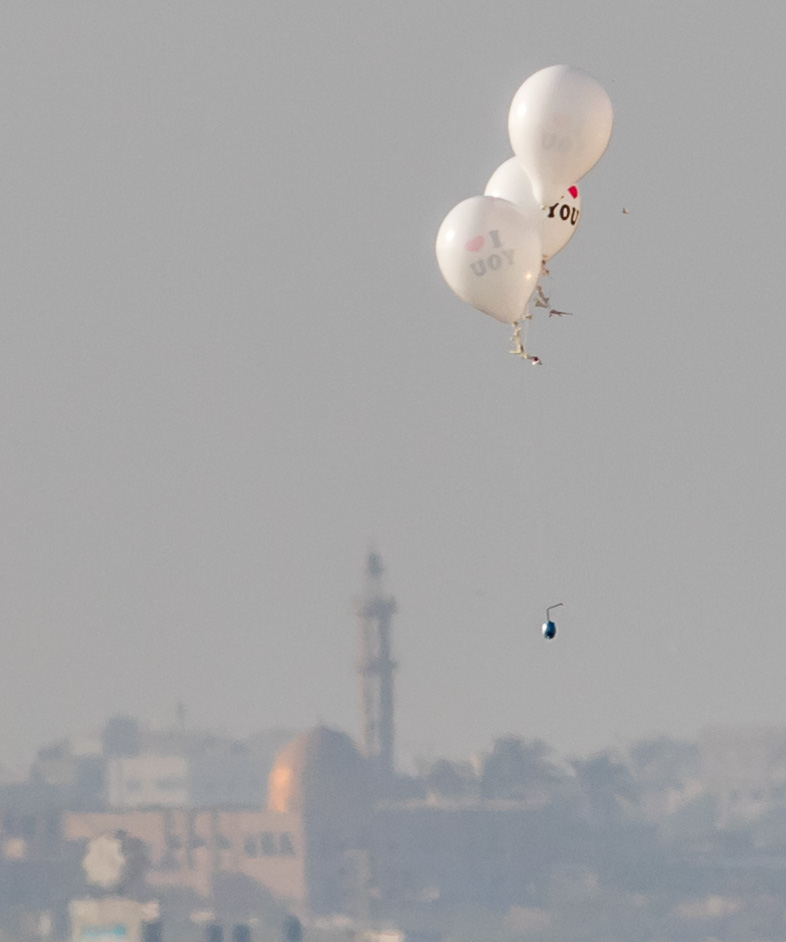
إطلاق بالونات هيليوم تحمل مواد قابلة للاشتعال من منطقة البريج في قطاع غزة

السيف الضوئي Light Blade ( (بالعبرية: להב אור‏) ، Lahav Or ) هو نظام سلاح ليزر لاعتراض الأجهزة الحارقة المحمولة جواً: البالونات الحارقة والطائرات الورقية الحارقة والطائرات بدون طيار. تم استخدام هذه بأعداد كبيرة في حملة إشعال النيران الفلسطينية التي انطلقت في نيسان / أبريل 2018 من قطاع غزة .  تم الكشف عن هذا السلاح الليزري مبدئيًا في عام 2019  وتم نشره على حدود غزة في عام 2020.  أبلغ النشر الأولي عن كفاءة بنسبة 90 ٪.  

## وصفه
وصف
تم تصميم وتطوير السيف الضوئي من قبل الوحدة التكنولوجية لشرطة الحدود الإسرائيلية ، بدعم من القوات المسلحة وإدارة البحث والتطوير للأسلحة والوسائل التكنولوجية (MAPAT) وشركات التكنولوجيا العسكرية المدنية OptiDefense. و Elbit Systems.
تم نشر النظام على الحدود بين إسرائيل وغزة في 3 فبراير 2020 ، ودخل حيز التشغيل في أغسطس من ذلك العام ، بعد أن اعترض 150 بالونًا في أول شهر من الخدمة بنسبة نجاح 100٪ . حتى الآن (4 يناير 2022) ، اعترض النظام 90٪ من البالونات التي انطلقت من القطاع ، ومن المتوقع بعد بعض التعديلات أن تقترب من 100٪ من الاصابات بطريقة أكثر استقرارا ، مع الأخذ في الاعتبار الارتفاع المنخفض النسبي في البالونات التي انطلقت منها .

يعتمد النظام على ليزر  بطاقة منظمة ، والغرض منه توليد مصدر حرارة يدمر بالونات الهيليوم ، على الرغم من أنها تنفجر أحيانًا - في حالة حمل المتفجرات. للكشف عن الهدف ، يتم استخدام نظام SupervisIR الخاص بـ Elbit Systems ، والذي يقوم بمسح المنطقة المحيطة باستمرار (المنطقة المستهدفة من البالونات) وهو قادر على اكتشاف التهديدات المحتملة بهذا الحجم في غضون ثوانٍ ليلاً ونهارًا. بمجرد اكتشاف الهدف ، يتم إرسال المعلومات إلى وحدة القيادة والتحكم (C2) من أجل تحديد وتصنيف التهديد ، وبعد ذلك يقوم النظام بالتصويب على الهدف وإطلاق الشعاع أو النار عليه.

## أحدث التحسينات
تنظيم قوة الليزر المشتعل (نظرًا لأن تدمير البالونات لا يتطلب ليزرًا عالي الطاقة) يعني أنه مناسب أيضًا للاستخدام في البيئات الحضرية ، بما في ذلك المطارات. ، لتكون قادرًا على اعتراض أهداف أكثر صرامة ، بشكل أساسي الطائرات متعددة المحركات التي تعمل بالتحليق على ارتفاع منخفض (وهي طريقة نادرًا ما يستخدمها الفلسطينيون في الوقت الحالي ، ولكنها يمكن أن تزداد كلما أصبح الوصول إلى الطائرات بدون طيار أكثر سهولة). كما يتم التفكير في إصدار أجهزة ليزر أكثر قوة ، والذي يمكن أن يواجه الطائرات بدون طيار الإيرانية الصنع التي قد تنطلق من لبنان وأماكن أخرى ، على الرغم من أن الحقيقة هي أن هناك بالفعل نظام ليزر مصمم من بين آخرين لهذا الغرض ، وهو الشعاع الحديدي Iron Ray ، والذي يشكل جزءًا من درع إسرائيل المضاد للصواريخ.

## أنظر أيضا
- شعاع الحديد